# Joan Pedrola-Monfort
Joan Pedrola-Monfort ( 1954 ) fue un botánico español profesor titular de la Facultad de Farmacia de la Universidad de Valencia, enfocado en la Diversidad y Complejidad Biológica. Desarrolla su actividad científica en el Laboratorio de Biología Evolutiva de Plantas, Departamento de Botánica de la Facultad de Biológicas, de dicha universidad. Ha realizado expediciones botánicas en la Cuenca Mediterránea y África del Sur
Es especialista la aplicación de diversos marcadores moleculares en estudios de biología evolutiva y filogenia de plantas. Entre las técnicas aplicadas están las de secuenciación, técnicas bioinformáticas. Estudia la evolución de Streptophyta con especial enfoque en las algas carófitas y zygnematófitas, ancestros de las plantas terrestres. También realiza estudios sobre la metagenómica del microbioma de carófitas.

## Algunas publicaciones
- Plastid DNA Homogeneity in Celtis australis L. (Cannabaceae) and Nerium oleander L. (Apocynaceae) throughout the Mediterranean Basin. International Journal of Plant Sciences, (2015)
- Balanced gene losses, duplications and intensive rearrangements led to an unusual regularly sized genome in Arbutus unedo chloroplasts. Plos One. Volumen:8
- Geographical patterns of genetic variation in rosemary (Rosmarinus officinalis) in the Mediterranean basin. Botanical Journal of the Linnean Society.